# Antonio Ibáñez de Alba
Antonio Ibáñez de Alba (geboren am 2. Dezember 1956 in Chiclana de la Frontera, Provinz Cádiz) ist ein spanischer Ingenieur, Forscher und Wissenschaftler. Er hat zu verschiedensten Themen geforscht und insgesamt mehr als 200 Patente angemeldet, darunter eine künstliche Palme, die in der Wüste ein gutes Mikroklima erschaffen kann.

## Biografie
Antonio Ibáñez de Alba arbeitete im Jahr 1988 gemeinsam mit der RENFE (der Spanischen Eisenbahngesellschaft) an Sicherheitsprojekten, Bremssystemen und der Vorbeugung von Frontalkollisionen in Bahnübergängen und Tunnels. Zwischen 1980 und 1990 arbeitete er an einem Projekt, in dem künstliche Palmen in den Wüsten Libyens aufgestellt wurden. In dieses Projekt investierte die libysche Regierung rund eine Milliarde Dollar. Es wurden knapp 50.000 Palmen gebaut.
Zwischen 1990 und 1992 arbeitete er bei der NASA. Im Jahr 1993 führte er ozeanographische Studien und Projekte für erneuerbare Energien auf See durch. Er arbeitete mit dem Higher Energy Council und General Electric. In diesen Jahren arbeitete er auch in Umweltfragen mit der Regierung von Saudi-Arabien.
Zwischen 1995 und 1996 arbeitete an der Sicherheit der Fingerabdruckerkennung und elektronischen Assistenten für Schiedsrichterentscheidungen. Im Jahr 1999 leitete er Projekte zur Meerwasserentsalzung und Entwicklung von Elektromotoren.
Im Jahr 2002 war er Forschungsleiter der Marina D'Or-Gruppe. 2006 war er Teil der Jury in der Programmerstellung XXI, präsentiert von Manuel Campo Vidal. Im Jahr 2010 präsentierte er seinen Entwurf, ein Kraftwerk mithilfe von Sprengstoffen zu betreiben.
Im Jahr 2013 wurde er von der russischen Delegation auf die ISS eingeladen. Im selben Jahr stellte er ein Übertragungssystem Bild von Gehirnwellen.
2016 präsentierte einen Tunnel für den Hochgeschwindigkeitszug zwischen Medina und Mekka. Im Jahr 2017 kündigte er ein System zum Schutz von Rasen vor Überflutungen und starkem Regenfall an.